# جون فيليبس (لاعب كريكت)
جون فيليبس (19 نوفمبر 1933 بكانتربيري في المملكة المتحدة - 18 أكتوبر 2017) (بالإنجليزية: John Phillips)‏ هو لاعب كريكت بريطاني. لعب مع Kent County Cricket Club ‏.

## وصلات خارجية
- جون فيليبس على موقع إي آس بي آن كريك إنفو (الإنجليزية)